# Und nächstes Jahr am Balaton
Und nächstes Jahr am Balaton ist ein im Jahr 1980 veröffentlichter Spielfilm der DEFA. Er basiert auf der Erzählung Ich bin nun mal kein Yogi von Joachim Walther.

## Handlung
Ines Moldenschütt und ihr Freund Jonas, genannt Jonny, leben in Berlin und wollen zusammen den Sommerurlaub verbringen. Jonny schlägt vor, die Zeit unterwegs „jeden Tag woanders“ und auch am Ziel Ostsee im Zelt zu verbringen. Auf einer Ausstellung für Campingzubehör liegen beide unerlaubterweise schon einmal Probe, was aber entdeckt wird. Kurzerhand kaufen beide das Zelt und nehmen es mit. Ines’ Eltern haben zwar prinzipiell kein Problem mit Jonny, doch stimmen sie einem gemeinsamen Urlaub nur unter der Bedingung zu, dass sie das Reiseziel festlegen und auch gleich selbst mitfahren: an die bulgarische Schwarzmeerküste. Als Jonny dies am nächsten Tag von Ines erfährt, die dieser Idee gar nicht abgeneigt ist, gehen die beiden im Streit auseinander, versöhnen sich jedoch kurz darauf wieder.
Als alle im Zug Richtung Süden sitzen, überrascht Irene Moldenschütt das jugendliche Liebespaar im Speisewagen mit Verlobungsringen, damit sich die beiden noch vor der Ankunft „wegen der Leute“ gleich offiziell verloben. Doch das wird Jonny nun endgültig zu viel, weswegen er bei einem Halt auf freier Strecke kurzerhand aus dem Zug aussteigt und allein weitertrampen will. Infolgedessen kommt es zu einem handfesten Streit zwischen Ines und ihren Eltern und kurz darauf auch zwischen Irene und Heinz, weswegen sich letzterer erst einmal eine Flasche Wodka bringen lässt. Irene, die sich auf einem Unterwegsbahnhof am Kiosk eine Zeitung kaufen will, verpasst die Weiterfahrt des Zuges und versucht es nun ebenfalls per Anhalter. Aufgegabelt wird sie dabei von dem etwas unsteten Otto Schmiedel, der ebenfalls nach Bulgarien unterwegs ist und sie in seinem Trabant mitnimmt. In Ungarn geraten die beiden in eine Hochzeitsgesellschaft, wo Irene mit einem attraktiven einheimischen Gast anbandelt und schließlich beginnt, eng umschlungen mit ihm zu tanzen. Ob sie auch die Nacht mit ihm verbringt, bleibt offen. Otto, der sich ähnliche Hoffnungen gemacht hatte, spült seinen Ärger mit Hochprozentigem herunter. Schließlich schläft er an der mittlerweile leeren Tafel im Freien ein.
Unterdessen wird Heinz Moldenschütt an der tschechischen Grenze aus dem Zug geholt, da er der Grenzpolizei mit seinen vielen Koffern in dem mittlerweile leeren Abteil verdächtig vorkommt. Vom Konsum der Flasche Wodka benebelt, folgt er der Anordnung der Grenzer ohne großen Widerstand und an den Rest seiner Familie zu denken. Ines beobachtet dies zwar aus dem Zug heraus, doch der ist bereits wieder angerollt, so dass sie nun allein weiterfahren muss.
Jonny ist inzwischen von dem LKW-Fahrer Kalle mitgenommen worden, dessen Tour nach Prag führt und der Jonny aus eigener Erfahrung darüber belehrt, dass es mit den Frauen ohnehin nur Ärger gäbe. Kurz darauf bekommen sie mit, wie ein junges Mädchen offensichtlich in Folge eines heftigen Streites aus einem PKW steigt. Als Kalle anhält und ihr Hilfe anbietet, wird er jedoch von ihr attackiert und steigt daraufhin wieder auf seinen LKW und fährt weiter. Doch kurz davor ist Jonny ausgestiegen und kann durch das Spiel mit seiner Mundharmonika das Vertrauen des Mädchens gewinnen. Es handelt sich um die Holländerin Shireen, die über den Balkan und Griechenland bis nach Indien trampen will. Daraufhin ziehen die beiden gemeinsam weiter. Sie gelangen bis nach Prag und werden am nächsten Tag von einem Lastwagen mitgenommen. Während Shireen ins Führerhaus einsteigt, klettert Jonny auf die Ladefläche, wo er völlig überraschend Kuß und Rainer, zwei Arbeitskollegen aus seinem Betrieb, trifft. Der LKW hat etliche Bierfässer geladen, und so soll das unerwartete Treffen gleich an Ort und Stelle gefeiert werden. Doch kaum, dass eines der Bierfässer angestochen worden ist, wird dies von dem Fahrer bemerkt. Er bremst ab, und die drei jungen Männer vermuten ganz richtig, dass ihnen nun Ärger droht. Sie springen vom Fahrzeug ab und flüchten von der Straße. In einer tschechischen Kleinstadt bekommen sie spät am Abend unerwarteterweise („ist doch nicht wie bei uns“) noch ein leckeres Abendessen und obwohl es sich um ein Weinlokal handelt, auch Bier vom Fass. Sie werden dabei von einem älteren Mann angesprochen und von ihm zum Übernachten nach Hause eingeladen. Er ist ein Freund alter Wanduhren und vergleicht diese mit Menschen: Bleibt eine stehen, obwohl man sie immer wieder aufgezogen hat, ist das Leben des Menschen vorbei. Dabei zeigt er seinen jungen Gästen mehrere seit etlichen Jahren stillstehende Uhren mit den Fotos zweier verstorbener Ehefrauen. Als Rainer auf eine Uhr mit dem Foto einer jungen Frau zeigt und nach deren Bedeutung fragt, antwortet der Gastgeber, dass es sich dabei um die seiner Tochter handelt, die nach Australien ausgewandert sei. Sie müsse tot sein, da die Uhr vor einigen Tagen trotz regelmäßigen Aufziehens stehengeblieben sei. Mitten in der Nacht steht Jonny auf, nimmt die Uhr ab, repariert sie und hängt sie tickend wieder an die Wand.
Am nächsten Tag treffen die Drei am Straßenrand mit Fränze, Grille und Evelyn ein weibliches Trio gleichen Alters. Um schneller voranzukommen, losen Jonny, Kuß und Rainer aus, wer ab jetzt mit wem weiterreist. Obwohl die Mädchen dieses Vorgehen eher argwöhnisch betrachten, willigen sie schließlich ein. Alle drei Paare verabreden, sich am nächsten Morgen in Budapest auf den Donautreppen vorm Parlament zu treffen. Jonny bekommt Fränze zugelost, die eigentlich eine Kontaktadresse zum Übernachten hat. Zwar kennt man dort die betreffende Person nicht, doch ein junger Mann, der an seinem Auto herumschraubt, wird auf die beiden aufmerksam und bietet ihnen ein Nachtquartier an. Dort versucht Jonny, sich Fränze anzunähern, doch ohne Erfolg.
Am nächsten Morgen treffen die beiden am vereinbarten Punkt ein. Rainer ist da, doch alleine, da die attraktive Evelyn von einem BMW-Fahrer in ein Hotel eingeladen worden sei. Kuß und Grille sind schon nach Nessebar weitergezogen und haben mit Kreide eine entsprechende Nachricht auf der Treppe hinterlassen. Jonny begibt sich daraufhin allein weiter und trifft, mittlerweile in Rumänien angekommen, Shireen in einer Art Hippiecamp wieder. Dort hat ein junger Mann eine Schildkröte gefangen und will diese in einen Topf mit heißem Wasser werfen, um eine Suppe daraus zu kochen. Empört geht Shireen auf ihn los und kann dies gerade noch verhindern, worauf die Schildkröte zum Begleiter der beiden wird. Shireen vermittelt Jonny in der Folge mehr und mehr esoterische Ansichten und Praktiken des Tantra, womit der allerdings nicht viel anfangen kann. Es entsteht ein erotisches Knistern zwischen den beiden. Als sich Shireen ihm in einer Art Ritual hingeben will und beide bereits nackt am Boden liegen, lehnt Jonny dies dann aber doch ab.
Schließlich kommen alle Beteiligten an der bulgarischen Schwarzmeerküste an. Shireen und Jonny bauen an einem felsigen Uferabschnitt das von Jonny und Ines neu erworbene Zelt auf. Um die Zeitlosigkeit ihres Daseins zu demonstrieren, wirft Shireen die Uhren der beiden ins Meer. Auch Ines ist inzwischen in ihrem Urlaubshotel angekommen, ohne Jonny und ihre Eltern sowie ohne Gepäck. Mutlos und trübsinnig hört sie von ihrem Zimmer aus Diskomusik und lässt sich in der Folge aus Frust auf einen Flirt mit einem jungen bulgarischen Verführer ein. Dessen Einladung zu einer Liebesnacht weist sie dann allerdings spontan ab. Als sie völlig einsam und traurig am nächtlichen Strand entlang spaziert, trifft sie auf Kuß, den sie kennt, und Grille, die sich in einem Boot zum Schlafen eingenistet haben. Die beiden finden am nächsten Tag beim Tauchen die Uhren von Shireen und Jonny. Auch Rainer und Fränze sind inzwischen dort. Ines erkennt Jonnys Uhr und macht sich am Strand auf die Suche nach ihm. Sie erkennt das Zelt, findet Jonny dummerweise aber ausgerechnet in dem Augenblick, als er und Shireen darin nackt kuscheln. Die entstehende körperliche Auseinandersetzung zwischen den beiden Mädchen führt zu einer handfesten Rangelei mit immer mehr Beteiligten, was schließlich von der Polizei geschlichtet werden muss. Jonny begleitet Shireen bis zur türkischen Grenze, wo sie Richtung Indien weiterzieht und sich somit von ihm trennen muss. Sie verabschiedet sich von ihrem „kleinen Bruder“, überreicht ihm die Schildkröte und passiert den Grenzübergang. Gedankenverloren begibt sich Jonny zurück nach Nessebar.
Kurz darauf sind auch Irene und Heinz Moldenschütt dort angekommen und treffen sich zufällig am Straßenrand. Irene verabschiedet sich von Otto Schmiedel und lädt ihn ein vorbeizukommen, falls er demnächst einmal in Berlin sein sollte. Allerdings hatten beide Elternteile gedacht, dass der jeweils andere Ines im Schlepptau hat. Irene macht ihrem Mann daraufhin heftige Vorwürfe. Als sie dann auch noch erfährt, dass dem unterwegs auf einem Bahnhof aus Unachtsamkeit ausgerechnet ihr Koffer gestohlen worden ist, eskaliert die Situation, woraufhin Heinz auch noch das restliche Gepäck aus dem Hotelfenster wirft.
Ines und Jonny treffen sich in der Schlussszene ohne Emotionen zu zeigen am Strand. Ines überreicht Jonny seine Uhr, worauf der sich bedankt und sie einsteckt.

## Hintergrund
Inge Heym schrieb das Drehbuch nach Motiven des Jugendromans Ich bin nun mal kein Yogi von Joachim Walther. Die Dreharbeiten fanden im Sommer 1979 überwiegend in Bulgarien statt. Regisseur Herrmann Zschoche setzte mit Kareen Schröter und René Rudolph erneut jugendliche Laiendarsteller ein, die zwei Jahre zuvor in seinem Film Sieben Sommersprossen debütiert hatten. Die damalige Schauspielstudentin Odette Bereska war in ihrer ersten Filmrolle zu sehen. Am 26. Juni 1980 fand die Premiere in Ost-Berlin statt, vom 4. Juli 1980 an lief der Film in den Kinos der DDR und später auch unter dem Titel Jövöre a Balatonnál in Ungarn. Die Fernseherstaufführung war am 5. Dezember 1981 im Fernsehen der DDR, die Erstausstrahlung in Westdeutschland fand am 14. August 1982 im Ersten Programm statt. Nach der Erstsendung 1982 in der ARD fanden noch zwei weitere Ausstrahlungen im Ersten statt, am 22. August 1986 und am 29. Juni 1990. Dies war zugleich für lange Zeit die letzte Ausstrahlung des Films in ungekürzter 90-Minuten-Fassung. Im Sommer 1996 sollte der Film im Ferienprogramm der ARD gezeigt werden. Dafür stand jedoch nur ein 75-Minuten-Sendeplatz zur Verfügung. Infolgedessen wurde die komplette Vorgeschichte, in der Jonas und Ines ihre Reise planen und sich mit Jonas Freunden treffen, heraus- und der Film auf dann 75 Minuten heruntergeschnitten. Jede weitere Ausstrahlung in anderen Programmen der ARD fand danach nur noch in dieser 75-Minuten-Version statt. Erst seit der DVD-Veröffentlichung der Firma Icestorm im Januar 2013 ist der Film in einer wieder erweiterten 86-Minuten-Fassung zu sehen. Auch in den nach Januar 2013 gesendeten Ausstrahlungen im MDR wurde der Film, im Vergleich zum Original, in einer um vier Minuten gekürzten Fassung gezeigt.

## Auszeichnungen
- Filmpreis der Zeitschrift Neues Leben als bester DEFA-Film 1980

## Rezensionen
- Der Filmwissenschaftler Günter Agde schrieb 1980 im Ost-Berliner Filmspiegel: „Ein Film so recht für die Sommerfilmtage, ein Film so recht für junge Leute hierzulande. Ein Lob? Durchaus, für ‚Und nächstes Jahr am Balaton‘ (Regie Herrmann Zschoche), wenn auch – dies vorweg – die Frische und Mobilität von Zschoches vergleichbarem Vor-Werk ‚Sieben Sommersprossen‘ nicht erreicht wurden, jedenfalls: erzählt wird abwechslungsreich und unterhaltsam […].“[1]
- Als unterhaltsamen Sommer-Film bewertete Ralf Schenk das Werk in der DDR-Zeitschrift Film und Fernsehen, „ab und an ein wenig philosophierend, mit beträchtlichem Schauwert, leichter Episoden-Dramaturgie, einem von Günther Fischer komponierten, ins Ohr gehenden Mundharmonika-Blues, etwas Liebe und Nacktheit und viel Lebensfreude: das Publikum wird's danken, wie schon vordem bei Sieben Sommersprossen – das ist die gleiche Wellenlänge, wahrscheinlich ein Kassenschlager der DEFA mehr.“[2]
- Im Lexikon des Internationalen Films hieß es 1991: „[…] unterhaltsam und flott inszeniert, jedoch überkonstruiert und oberflächlich.“[3]